# Roddy Ricch
Rodrick Wayne Moore Jr., spíše známý pod svým pseudonymem Roddy Ricch (* 22. října 1998 Compton, Kalifornie), je americký rapper, zpěvák a textař. V prosinci 2019 debutoval albem Please Excuse Me for Being Antisocial, které se umístilo na první příčce žebříčku Billboard 200. Obsahovalo i hit „The Box“, který se po jedenáct týdnů držel na první příčce žebříčku Billboard Hot 100.

## Mládí
Rodrick Wayne Moore Jr. se narodil 22. října 1998 ve městě Compton v Kalifornii, kde také vyrůstal. Chodil na školy Carson Senior High School a Westchester Enriched Sciences Magnet. Rap ho fascinoval už od osmi let, svou vlastní hudbu si začal produkovat v šestnácti. V mládí byl členem gangu SouthSide Compton Crips.

## Kariéra

### Počátky (2018–2019)
V listopadu vydal svůj první mixtape Feed Tha Streets, v březnu 2018 následovalo EP Be 4 Tha Fame. V téže době si ho všiml rapper Nipsey Hussle, který ho nechal vystoupit na svém koncertě v Los Angeles.
V červenci 2018 si od známého producenta London on da Track koupil beat pro singl „Die Young“, který byl jeho průlomem. Píseň na YouTube sesbírala 80 milionů zhlédnutí a na Spotify 120 milionů streamů. V říjnu 2018 mu vypomohl další proslulejší rapper – Meek Mill, který ho nechal vystoupit na svém koncertě ve Filadelfii. Současně nahrál sloku pro Meek Millovu píseň „Splash Warning“ z alba Championships. V listopadu 2018 vydal svůj druhý mixtape Feed Tha Streets II. Mixtape obsahoval dříve zveřejněný singl „Die Young“ (99. příčka v žebříčku Billboard Hot 100) a i díky tomu se umístil na 67. příčce v žebříčku Billboard 200. Mixtape byl v únoru 2020 oceněn certifikací zlatá deska.
V únoru 2019 vydal Nipsey Hussle singl „Racks in the Middle“, na kterém Roddy Ricch hostoval spolu s producentem Hit-Boyem. Smrt Nipseyho Husslea z března téhož roku vedla k zvýšení zájmu o jeho hudbu. Singl „Racks in the Middle“ se tak umístil na 26. příčce žebříčku Billboard Hot 100 a získal platinovou certifikaci. V roce 2020 byla píseň oceněna cenou Grammy za Best Rap Performance. Roddy Ricch v červnu hostoval na singlu „Ballin'“ od producenta Mustarda a tím společně vytvořili vzájemně dosud nejúspěšnější počin, když se singl vyšplhal na 11. příčku žebříčku Billboard Hot 100 a získal 3x platinovou certifikaci.

### Please Excuse Me for Being Antisocial a „The Box“ (2019–2020)
V prosinci 2019 vydal u Atlantic Records své debutové album Please Excuse Me for Being Antisocial. Album debutovalo na první příčce žebříčku Billboard 200 se 101 000 prodanými kusy (po započítání streamů) v první týden prodeje. V únoru 2020 vydal singl „The Box“, který se rychle vyhoupl na první příčku žebříčku Billboard Hot 100 a strávil na ní jedenáct týdnů a téměř tak zopakoval úspěch singlu „Old Town Road“ od rappera Lil Nas X, který se v roce 2019 udržel na vrcholu hitparády devatenáct týdnů. Ricchův hit se v USA stal 7x platinovým. Album se brzy poté dočkalo certifikace platinová deska za prodej přes milion kusů (po započítání streamů) a posléze i certifiakce 2x platinová deska. V hitparádě se dále umístily písně „High Fashion“ (ft. Mustard) (20. příčka, 2x platinový singl), „Big Stepper“ (98. příčka, zlatý singl), „Start wit Me“ (ft. Gunna) (56. příčka, platinový singl) a „Tip Toe“ (ft. A Boogie wit da Hoodie) (73. příčka, platinový singl).
V roce 2020 hostoval na úspěšných singlech „Letter to Nipsey“ od Meek Milla (73. příčka), „Walk Em Down“ od NLE Choppa, „Numbers“ od A Boogie wit da Hoodie (23. příčka), „The Woo“ od Pop Smokea (11. příčka) a především „Rockstar“ od DaBaby (1. příčka).

### Live Life Fast (2021–...)
V červnu 2021 vydal nový singl „Late at Night“ (20. příčka), který uvádí jeho druhé studiové album nazvané Live Life Fast. Album debutovalo na 4. příčce žebříčku Billboard 200 s 62 000 prodanými kusy (po započítání streamů) v první týden prodeje v USA. Úspěch předchozího alba tak nezopakoval. Důvodem byla i absence větších hitů. Vedle singlu „Late at Night“ se v hitparádě Billboard Hot 100 umístily již jen čtyři písně a všechny spíše ke konci žebříčku.

## Diskografie

### Studiová alba
- 2019 – Please Excuse Me for Being Antisocial
- 2021 – Live Life Fast

### Mixtape
- 2018 – Feed Tha Streets
- 2019 – Feed Tha Streets II
- 2022 – Feed tha Streets III

### Úspěšné singly
Umístěné v žebříčku Billboard Hot 100:
- 2018 – „Die Young“
- 2019 – „Big Stepper“
- 2019 – „Start wit Me“ (ft. Gunna)
- 2019 – „Tip Toe“ (ft. A Boogie wit da Hoodie)
- 2019 – „High Fashion“ (ft. Mustard)
- 2020 – „The Box“
- 2021 – „Late at Night“